# Carl’s Corner
Carl's Corner – miasto w Stanach Zjednoczonych, w stanie Teksas, w hrabstwie Hill.